# Ferdinand von Orsini-Rosenberg
Ferdinand Reichsfürst von Orsini-Rosenberg (* 7. September 1790 in Graz; † 18. Juni 1859 auf Schloss Welzenegg, Klagenfurt) war ein österreichischer Herrschaftsbesitzer und Politiker aus dem Adelsgeschlecht Orsini-Rosenberg.

## Familie
Orsini-Rosenberg war der Sohn von Franz Seraphin Reichsfürst von Orsini-Rosenberg (* 18. August 1761; † 11. August 1832) und dessen Ehefrau Maria Karolina geborene Gräfin Khevenhüller-Metsch (* 14. März 1767; † 24. August 1811). Friedrich Sigismund (1801–1887) war sein Bruder. Er war römisch-katholischer Konfession und heiratete am 6. August 1825 Maria Kunigunde Gräfin Brandis (* 1. Juni 1804; † 5. September 1843). Aus der Ehe ging eine Tochter hervor. Am 19. September 1844 heiratete er in zweiter Ehe Ottilie Gräfin Wurmbrand (* 2. Oktober 1819; † 4. Februar 1892). Aus dieser Ehe gingen vier Söhne (darunter Heinrich Reichsfürst von Orsini-Rosenberg (* 26. Juni 1848; † 13. Februar 1929)) hervor, von denen zwei früh starben.

## Leben
Orsini-Rosenberg wurde von einem Privatlehrer erzogen und besuchte ab 1803 die Ingenieurs-Akademie in Wien. Ab 1808 war er Ingenieurskorps-Kadett, 1809 Oberleutnant und dann Hauptmann beim Sappeur-Korps. 1825 nach dem Tod seines älteren Bruders nahm er seinen Abschied aus dem Militärdienstes. Nach dem Tod seines Vaters erbte er 1832 die Fürstenwürde. Er wurde k.k. Kämmerer und Obersterblandhofmeister. 1844 wurde er Ehrenmitglied der Kärntnerischen Gesellschaft zur Beförderung der Landwirtschaft. 1848 wurde er Abgeordneter im Provisorischen Kärntner Landtag. Er ist auf dem Friedhof St. Ruprecht begraben.